# Pareumenes bengalensis
Pareumenes bengalensis är en stekelart som först beskrevs av Fabricius 1804.  Pareumenes bengalensis ingår i släktet Pareumenes och familjen Eumenidae. Inga underarter finns listade i Catalogue of Life.